# Dragomiris major
Dragomiris major är en skalbaggsart som beskrevs av Martins och Monné 1980. Dragomiris major ingår i släktet Dragomiris och familjen långhorningar.
Artens utbredningsområde är Paraguay. Inga underarter finns listade i Catalogue of Life.